# Обмочаєв Олексій Олександрович
Олексій Олександрович Обмочаєв  (рос. Алексей Александрович Обмочаев, 22 травня 1989) — російський волейболіст, олімпійський чемпіон.

## Виступи на Олімпіадах
| Олімпіада   | Дисципліна | Місце |
| ----------- | ---------- | ----- |
| Лондон 2012 | волейбол   | 1     |